# Leverhulme Trust
Der Leverhulme Trust (IPA: /ˈliːvərhjuːm trʌst/) ist eine nationale Stiftung im Vereinigten Königreich, die 1925 im Rahmen des Testaments des 1. Viscount Leverhulme (1851–1925) mit der Anweisung gegründet wurde, dass ihre Geldmittel zur Unterstützung von „Zuwendungen für Forschungs- und Bildungszwecke“ verwendet werden sollten.
Der Leverhulme Trust hat seinen Sitz in London und ist eine gemeinnützige Organisation nach englischem Recht.

## Ziele
Der Trust stellt Fördermittel für Forschungsprojekte, Stipendien, Studienplätze und Preise zur Verfügung. Er ist in allen akademischen Disziplinen tätig, um Projekte in der Forschung und der beruflichen Ausbildung zu unterstützen.
Mit einer jährlichen Fördersumme von rund 100 Millionen £ gehört der Trust zu den größten Anbietern von Forschungsmitteln für alle Fachbereiche im Vereinigten Königreich.
Der Trust setzt besonderen Wert auf die Originalität der Projekte, die ihm vorgelegt werden, die Bedeutung der vorgeschlagenen Arbeit, die Fähigkeit, das Projekt zu beurteilen und ein angemessenes Risiko einzugehen sowie auf die Beseitigung von Barrieren zwischen traditionellen Disziplinen.

## Geschichte
William Lever, 1. Viscount Leverhulme war ein prominenter Politiker und Seifenhersteller. Um sicherzustellen, dass er billiger und produktiver sein konnte, als die Konkorrenz, kontrollierte er große Konzessionsgebiete im Kongo-Freistaat. Diese wurden ihm von König Leopold II. von Belgien gewährt, mit dem er eng befreundet war. Viele Kongolesen wurden als Zwangsarbeiter ausgebeutet, was jahrzehntelang stillschweigend hingenommen, bevor es aufgedeckt wurde. Lord Leverhulme war auch ein Philanthrop und bei seinem Tod im Jahr 1925 hinterließ er einen Teil seiner Anteile an dem von ihm gegründeten Unternehmen Lever Brothers treuhänderisch für bestimmte Begünstigte, erstens für bestimmte Wohltätigkeitsorganisationen und zweitens für die „Bereitstellung von Stipendien für Forschungs- und Bildungszwecke“, was zur Gründung des Leverhulme Trust führte. In den darauffolgenden Jahren wurde Lever Brothers zu einem Eckpfeiler von Unilever, einem großen multinationalen Unternehmen, das 1930 durch die Fusion von Lever Brothers mit der niederländischen Margarine Unie entstand. Die Beteiligung des Leverhulme Trusts wurde somit Teil der Unilever. Im November 1983 wurden die Regelungen für die beiden wohltätigen Ziele geändert. In der Folge konnte sich der Leverhulme Trust auf die Bereiche Forschung und Bildung konzentrieren.
1960 wurde mit Unterstützung des Leverhulme Trust die Leverhulme-Medaille der Royal Society ins Leben gerufen, mit der vor allem Leistungen im Bereich der Chemie ausgezeichnet werden. 2002 stiftete der Trust die Leverhulme-Medaille der British Academy für einen „bedeutenden Beitrag zu Wissen und Verständnis im Bereich der Geistes- und Sozialwissenschaften“.

## Förderprogramme
Der Trust ist bestrebt, Mechanismen zur Unterstützung von Forschern und Studenten bereitzustellen, die in allen Phasen ihrer Laufbahn wirksam sein können, und bietet gegenwärtig die folgenden Programme an:
- Research Project Grants (Zuschüsse für Forschungsprojekte)

Bereitstellung von Mitteln zur Beschäftigung von Forschungspersonal für bis zu fünf Jahre für ein innovatives und originelles Projekt von hoher Qualität und hohem Potenzial, wobei die Wahl des Themas und die Gestaltung der Forschung beim Antragsteller liegt.
- Research Leadership Awards (Forschungsförderungspreise)

Diese Preise werden alle drei Jahre vergeben. Sie unterstützen Forscher, die erfolgreich eine Universitätskarriere begonnen haben, dann aber vor der Aufgabe stehen, ein Forschungsteam aufzubauen, das in der Lage ist, ein bestimmtes, aber spezielles Forschungsproblem anzugehen. Jede britische Einrichtung kann sich nur einmal bewerben.
- Study Abroad Studentships (Auslandsstipendien)

Diese Stipendien unterstützen einen bis zu zweijährigen Studien- oder Forschungsaufenthalt an einer Bildungseinrichtung in einem beliebigen Land in Übersee, mit Ausnahme der Vereinigten Staaten.
- Early Career Fellowships (Stipendien für Nachwuchswissenschaftler)

Diese Stipendien bieten zwei- oder dreijährige Karrieremöglichkeiten für Personen, die sich noch in einem relativ frühen Stadium ihrer akademischen Laufbahn befinden, aber bereits nachweisliche Forschungsergebnisse vorweisen können.
- Research Fellowships (Forschungsstipendien)

Diese Stipendien unterstützen zwei Jahre lang erfahrene Forscher, insbesondere diejenigen, die durch Routineaufgaben daran gehindert wurden, ein Programm für originäre Forschung zu absolvieren. Sie sind nicht auf Personen beschränkt, die eine Stelle im Hochschulbereich innehaben.
- International Academic Fellowships (Internationale akademische Stipendien)

Diese Stipendien stehen Personen offen, die eine Vollzeitstelle an einer britischen Hochschuleinrichtung oder einer vergleichbaren Einrichtung innehaben, und unterstützen einen bis zu zweijährigen Auslandsaufenthalt in einem anregenden akademischen Umfeld.
- Major Research Fellowships (Vollzeit-Forschungsstipendien)

Diese Stipendien bieten bis zu drei Jahre lang eine Vollzeit-Vertretung für die Lehre, damit sich der Bewerber auf eine Forschungsarbeit konzentrieren kann, die in der Regel als Monografie veröffentlicht wird.
- Emeritus Fellowships

Diese Stipendien unterstützen bis zu zweijährige Forschungsarbeiten, die der Antragsteller nach seinem Ausscheiden aus dem akademischen Dienst durchführen muss.
- Visiting Professorships (Gastprofessuren)

Die Gastprofessuren gewähren renommierten Akademikern mit Sitz im Ausland einen bis zu zehnmonatigen Aufenthalt an einer britischen Universität, in erster Linie, um die Fähigkeiten des akademischen Personals oder der Studentenschaft an der Gasteinrichtung zu verbessern.
- Philip Leverhulme Prize

Diese Auszeichnung geht an herausragende Wissenschaftler, die einen wesentlichen und anerkannten Beitrag zu ihrem Fachgebiet geleistet haben, auf internationaler Ebene anerkannt sind und deren größte Leistungen noch ausstehen.
- Leverhulme Doctoral Scholarships (Leverhulme-Promotionsstipendien)

Diese Stipendien unterstützen Promotionsstudien an britischen Universitäten und Förderung der künftigen Generation von Nachwuchsforschern, wobei 15 Leverhulme-Doktorandenstipendien an der jeweiligen Einrichtung finanziert werden
- Arts Scholarships (Kunst-Stipendien)

Diese Stipendien bieten Ausbildungsmöglichkeiten in allen künstlerischen Disziplinen der bildenden und darstellenden Künste. Kunststipendien können in Form von (a) Stipendien vergeben werden, um Einzelpersonen die Möglichkeit zu geben, ihr Talent zu entwickeln, und/oder (b) als innovative Lehrpreise, um den betreffenden Studenten neue und originelle Ausbildungsmöglichkeiten zu bieten.